# Gazi (guerrero)

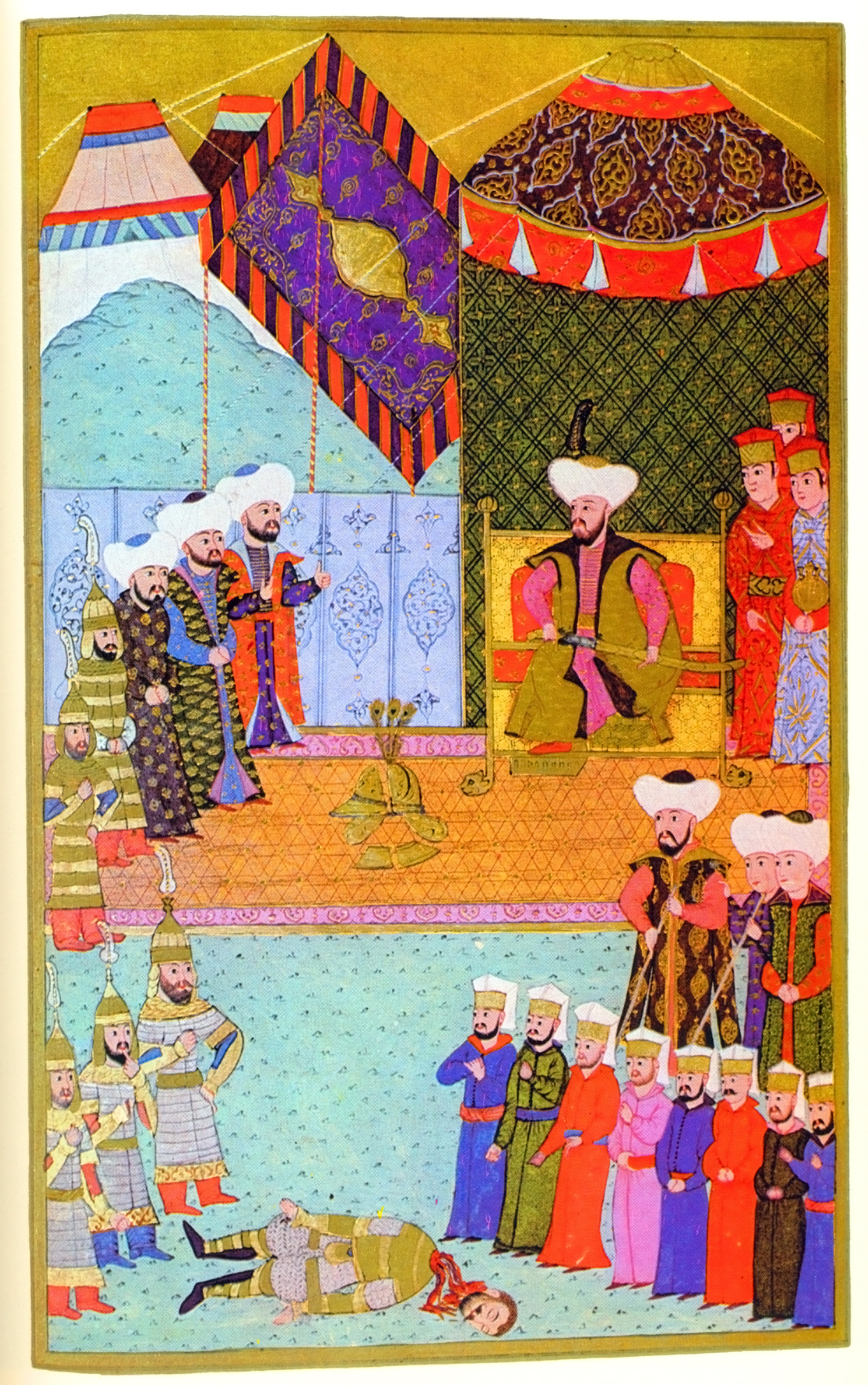
El "Sultán Gazi" Murad II y Vladislao III de Polonia.

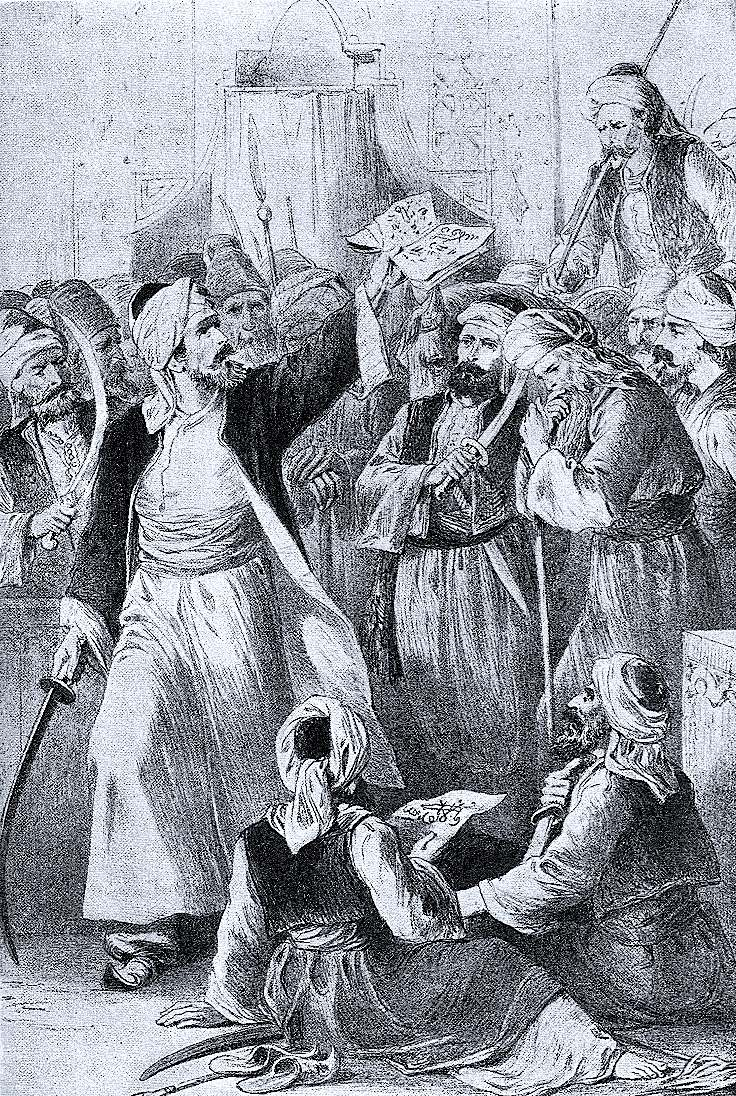
Ilustración de Osman I, fundador del Imperio otomano, mientras arenga a los guerreros gazi para la batalla.

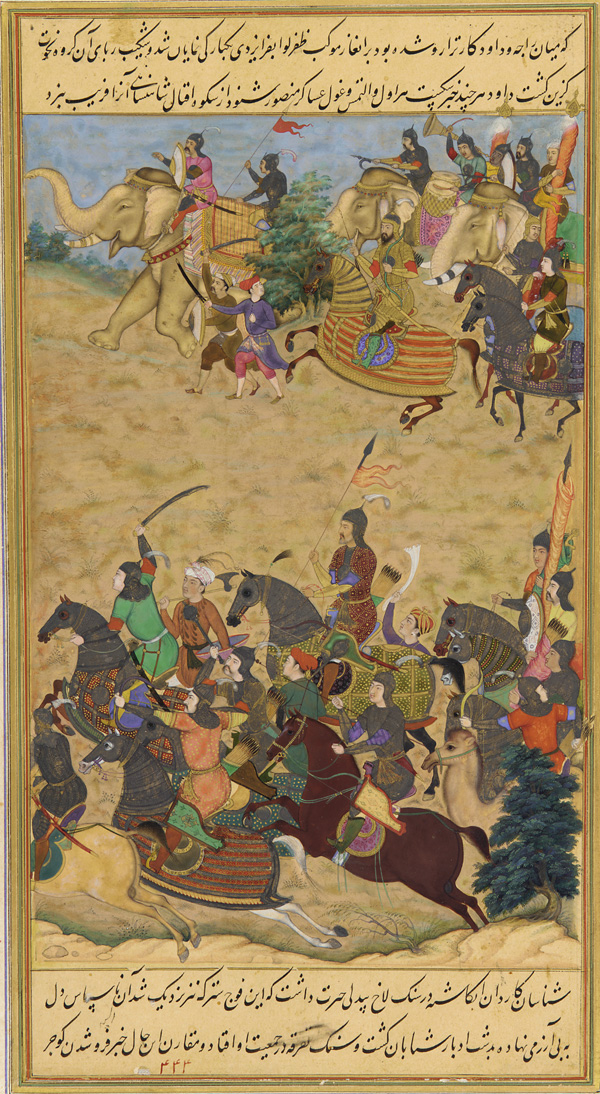
Akbar asumió el título de Badshah Ghazi después de liderar un ejército mogol de 70.000 efectivos durante la segunda batalla de Panipat, contra 30.000 adversarios, principalmente hindúes, liderados por Hemu.

Un gazi (árabe: غازي, ghāzī; pronunciación árabe: ɣaːziː}}, plural ġuzāt) es un apelativo que deriva de la raíz árabe <gh-z-y> y designa a quienes participaban en las ghazw (árabe: غزو), es decir, expediciones militares, incursiones, razias o saqueos en territorio hostil. 
Este término se aplicó en la literatura islámica temprana a las expediciones dirigidas por el profeta islámico Mahoma, y más tarde fue retomado por los líderes militares túrquicos para describir sus guerras de conquista.
En el contexto de las guerras entre Rusia y los pueblos musulmanes del Cáucaso, a partir de la resistencia del jeque Mansur a finales del siglo XVIII a la expansión rusa, la palabra suele aparecer en la forma gazavat (ruso: газават).
En la literatura en español, ghazw a menudo aparece como "razia", un préstamo a través del francés del árabe magrebí. En turco moderno, se usa para referirse a los veteranos y también como un título para los más relevantes musulmanes túrquicos como Ertuğrul, Osmán I o Mustafa Kemal Atatürk.
Dado que la actividad bélica es un deber islámico, ser un gazī expresa el mismo concepto implícito que el término jurídico-religioso de muyahid, es decir, 'luchador de la yihad'.
Esta es la razón por la cual, desde su organización en sultanato, los turcos otomanos asignaron enfáticamente el título honorífico de 'gazi' a sus sultanes, que de esta manera podían arrogarse implícitamente para ellos y sus descendientes, uno de los requisitos fundamentales previstos para cualquier legítimo califa, consistente en realizar obligatoriamente cada año, personalmente o por persona interpuesta, la yihad contra los infieles. Este hecho traza una precisa línea divisoria entre los suníes y los chiitas, ya que para estos últimos, la falta del imán (ingresado en ghayba, es decir en 'ocultamiento' a los ojos del mundo) implica la imposibilidad de proclamar una yihad legítima hasta la parusía final del redentor 'imán oculto', que volverá a manifestarse y que tiene la capacidad y el derecho para restaurar la justicia en la Tierra.

## Razia
La palabra razia fue usada en el contexto colonial francés en África, específicamente para definir las incursiones musulmanas para saquear y capturar esclavos de los pueblos africanos de África Occidental y Central, también conocidas como rezzou cuando las practicaban los tuareg. La palabra fue adoptada como ghaziya de la lengua vernácula árabe argelina y más tarde se convirtió en un nombre figurativo para cualquier acto de saqueo, con su forma del verbo razzier.

## Uso contemporáneo en Chechenia
Durante la segunda guerra chechena, comenzada en 1999, Chechenia proclamó la gazawat contra Rusia.